# Watermensen (single)
Watermensen is een single van de 3JS die in 2008 op single werd uitgebracht.

## Inhoud
Het lied gaat over de eeuwige strijd van Nederland tegen het water, in het bijzonder de zee. De heren, in de rol van alle Nederlanders, dagen de zee uit; wij zullen toch overwinnen. Toch is dat niet altijd het geval, want mocht de zee winnen, dan gaan de levens van de overledenen over naar een “hoger plan”, een religieus tintje aan dit lied. De videoclip is opgenomen in het duingebied langs de westkust van Nederland. Beelden van de Watersnoodramp 1953 zijn te zien op monitoren. Het lied, begeleid door akoestische gitaar en stemmige orkestmuziek, straalt voornamelijk rust uit. De muziek klinkt daarbij enigszins Iers-folkachtig. Het album, dat net uit de lijsten was verdwenen, kwam waarschijnlijk door het uitbrengen van deze single wederom de albumlijst in.
De singleversie verschilt van de albumversie; de B-kant, Sterke verhalen, is een live-opname.

## Musici
- Jan Dulles – zang
- Jaap Kwakman – elektrische gitaar, akoestische gitaar, mandoline, achtergrondzang
- Jaap de Witte – akoestische gitaar, achtergrondzang

## Hitlijsten
Het lied haalde de Nederlandse Top 40 niet, het bleef na zes weken in de Tipparade steken op een zesde plaats. In de Nederlandse Single Top 100 bereikte het een top 10 notering. Een jaar later bereikte het plek 1930 in de Top 2000.

## Hitnoteringen

### NederlandseSingle Top 100
| Hitnotering: 02-02-2008 t/m 01-03-2008 | Hitnotering: 02-02-2008 t/m 01-03-2008 | Hitnotering: 02-02-2008 t/m 01-03-2008 | Hitnotering: 02-02-2008 t/m 01-03-2008 | Hitnotering: 02-02-2008 t/m 01-03-2008 | Hitnotering: 02-02-2008 t/m 01-03-2008 | Hitnotering: 02-02-2008 t/m 01-03-2008 |
| Week:                                  | 1                                      | 2                                      | 3                                      | 4                                      | 5                                      |                                        |
| -------------------------------------- | -------------------------------------- | -------------------------------------- | -------------------------------------- | -------------------------------------- | -------------------------------------- | -------------------------------------- |
| Positie:                               | 8                                      | 7                                      | 23                                     | 30                                     | 78                                     | uit                                    |

### NPO Radio 2 Top 2000
| Nummer met noteringen in de NPO Radio 2 Top 2000 | '09  | '10  | '11 | '12 | '13 | '14 | '15  | '16  | '17  | '18  | '19  | '20  | '21  | '22  |
| ------------------------------------------------ | ---- | ---- | --- | --- | --- | --- | ---- | ---- | ---- | ---- | ---- | ---- | ---- | ---- |
| Watermensen                                      | 1930 | 1015 | 373 | 872 | 549 | 863 | 1069 | 1276 | 1322 | 1794 | 1311 | 1401 | 1417 | 1890 |

1. ↑  Een vetgedrukt getal geeft de hoogste notering aan.
2. ↑  2009 was het eerste jaar met een notering voor dit nummer.
3. ↑  Deze tabel is bijgewerkt tot en met de laatste editie (2024).